# Teodoro Gabras

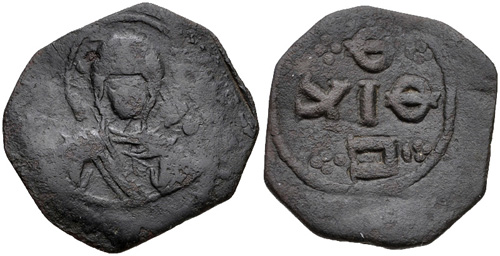
Follis da Trebisonda sotto il governo di Teodoro Gabras

Teodoro Gabras (in greco Θεόδωρος Γαβρᾶς?; ... – Teodosiopoli, 2 ottobre 1099) è stato un generale bizantino che si affermò come sovrano quasi autonomo a Trebisonda sotto l'imperatore Alessio I Comneno.

## Biografia
Teodoro Gabras, originario del territorio della Chaldia, aveva già ricoperto alte cariche sotto l'imperatore Costantino X le alte dignità di patrikios, topoteretes e hypatos. Intorno alla metà del 1080, il militare di successo riuscì a riconquistare Trebisonda, che era stata annessa dai Selgiuchidi, per Bisanzio e si affermò come sovrano di fatto indipendente sulla costa pontica del Mar Nero.
Per prevenire una possibile secessione del soggetto, l'imperatore Alessio I legittimò la posizione di Gabras confermandolo formalmente a Costantinopoli come Dux di Chaldia e probabilmente conferendogli anche il titolo di Sebastos. In questa occasione il figlio maggiore di Gabras, Gregorio, fu promesso in sposa a una figlia del sebastocrate Isacco e rimase nella capitale.
Dopo la morte della prima moglie, Teodoro Gabras sposò Mariam, figlia del re georgiano Bagrat IV e sorella dell'imperatrice Maria di Alania, probabilmente nel 1091. A causa della nuova relazione con la famiglia imperiale, il fidanzamento di Gregorio Gabras con la principessa comnena fu sciolto, ma Alessio I mantenne Gregorio a corte come pegno per assicurarsi della futura buona condotta del padre.
Teodoro Gabras si recò a Costantinopoli e chiese la liberazione del figlio. Al rifiuto dell'imperatore, Gabras rapì segretamente il figlio dal palazzo e fuggì in nave verso il Mar Nero. Alessio I inviò una flottiglia al suo inseguimento, che fece crollare la nave ribelle al largo della costa della Paflagonia. Di fronte alla superiorità numerica, Gabras si arrese al figlio, ma gli fu permesso di continuare il viaggio verso Trebisonda. Dopo un altro tentativo di fuga fallito, Gregorio Gabras fu imprigionato a Filippopoli poco tempo dopo.
Negli anni successivi Teodoro Gabras governò Trebisonda in modo largamente indipendente da Costantinopoli ed emise anche monete proprie, anche se de iure continuò a sottostare alla sovranità dell'imperatore. Nel 1097, insieme ai crociati alleati, combatté contro i Danishmendidi. Mentre i Franchi assediavano Antiochia, Gabras aiutò l'imperatore a riconquistare diverse città dell'Asia Minore occidentale e tenne la fortezza di Baiburt contro i Turchi.
Durante una campagna del 1099 nella regione di Teodosiopoli, Teodoro Gabras fu catturato dai Turchi e torturato a morte. È venerato come martire dalla Chiesa ortodossa (giorno della commemorazione: 2 ottobre). Anche il figlio minore Costantino Gabras fu nominato Dux di Chaldia durante la vita dell'imperatore Alessio I.